# Estatutos revisados de Kentucky
Se conoce como Estatutos revisados de Kentucky (KRS) al cuerpo de leyes que gobiernan la mancomunidad de Kentucky. Pueden ser reemplazados por las leyes federales de los Estados Unidos.
Se crean de conformidad con la Constitución de Kentucky y deben cumplir con las limitaciones establecidas en las Constituciones de Kentucky y los Estados Unidos. Las leyes de Kentucky también pueden ser reemplazadas por los estatutos de los Estados Unidos donde los dos cuerpos de la ley están en conflicto. Constituye la base de estatutos revisados junto a y los Reglamentos Administrativos de Kentucky 307 KAR 1:040. 
Los KRS, en su Capítulo 338, establecieron en el ámbito del Gabinete de Trabajo (Labor Cabinet) un programa de salud y seguridad.

## Orígenes
Los Estatutos revisados de Kentucky se promulgaron en 1942, en gran parte como resultado del Comité de Estatutos de 1936. El objetivo del comité era reducir la cantidad de desorden que se había acumulado en los estatutos anteriores de Kentucky y redactar un cuerpo legal organizado de lo que quedaba.  La tarea más importante fue reorganizar los estatutos que estaban relacionados tópicamente pero que no se encontraban cerca uno del otro en los estatutos tal como existían.
1942 también vio la creación de una Comisión de Revisión de Estatutos y una oficina de Revisión de Estatutos.  En 1954, los puestos de trabajo de la Comisión y Reviser se consolidaron y se transfirieron a la Comisión de Investigación Legislativa (LRC).

## KRS actual
Por ley, el LRC está dirigido a aclarar, organizar, planificar y redactar leyes.  También es responsable de publicar las leyes en línea.[cita requerida]